# Oscar L. Auf der Heide
Oscar Louis Auf der Heide (* 8. Dezember 1874 in New York City; † 29. März 1945 in West New York, New Jersey) war ein US-amerikanischer Politiker. Zwischen 1925 und 1935 vertrat er den Bundesstaat New Jersey im US-Repräsentantenhaus.

## Werdegang
Oscar Auf der Heide besuchte die öffentlichen Schulen seiner Heimat. Im Jahr 1887 kam er mit seinen Eltern nach West New York in New Jersey, wo er in der Immobilienbranche arbeitete. Gleichzeitig begann er als Mitglied der Demokratischen Partei eine politische Laufbahn. Zwischen 1899 und 1902 saß er im Stadtrat. In den Jahren 1903 und 1904 leitete er den dortigen Bildungsausschuss. Von 1908 bis 1911 war Auf der Heide Abgeordneter in der New Jersey General Assembly. Zwischen 1914 und 1917 amtierte er dann als Bürgermeister von West New York. Außerdem war er von 1915 bis 1924 Mitglied und zeitweise Vorsitzender des Kreisrats im Hudson County.
Bei den Kongresswahlen des Jahres 1924 wurde Auf der Heide im elften Wahlbezirk von New Jersey in das US-Repräsentantenhaus in Washington, D.C. gewählt, wo er am 4. März 1925 die Nachfolge von John J. Eagan antrat. Nach vier Wiederwahlen konnte er bis zum 3. Januar 1935 fünf Legislaturperioden im Kongress absolvieren. Seit 1933 vertrat er den damals neu eingerichteten 14. Distrikt seines Staates. Im Jahr 1933 wurde der 20. und der 21. Verfassungszusatz ratifiziert. Seit 1933 wurden dort die ersten New-Deal-Gesetze der Bundesregierung unter Präsident Franklin D. Roosevelt verabschiedet.
1934 verzichtete Oscar Auf der Heide auf eine weitere Kongresskandidatur. In den folgenden Jahren arbeitete er im Immobiliengeschäft sowie in der Versicherungsbranche. Er starb am 29. März 1945 in West New York.